# Wilhelm Fliess
Wilhelm Fliess (1858-1928) est médecin oto-rhino-laryngologiste allemand, célèbre pour sa relation épistolaire avec Sigmund Freud.

## Biographie
Wilhelm Fliess nait à Arnswalde en 1858. Sa famille s'installe à Berlin. Il suit des études de médecine et se spécialise en oto-rhino-laryngologie. Il ouvre un cabinet puis crée une clinique. Il entreprend de lier les pathologies du nez et celles des organes génitaux (théorie de la « névrose nasale réflexe »). Il expérimente aussi la cocaïne par voie nasale pour traiter certains symptômes algiques.
En 1892, Fliess épouse Ida Bondy et ils ont cinq enfants.
Son fils Robert Fliess (en) devint un psychanalyste et un écrivain prolifique dans ce domaine. Jeffrey Masson clama que Fliess avait abusé sexuellement de son fils Robert, ce qui aurait poussé Fliess à saper l'investigation de la théorie de la séduction par Freud à cause des implications dans sa vie personnelle,.
Sa nièce Beate Hermelin (née Fliess) a été psychologue en Grande-Bretagne, où elle a fait des contributions majeures dans ce qui est aujourd'hui connu comme les neurosciences cognitives du développement.

## Fliess et Freud
C'est par leur relation commune avec Josef Breuer que Fliess rencontre Sigmund Freud en 1887. Il s'ensuivra une amitié d'une quinzaine d'années et une importante correspondance entre les deux hommes.

## L'affaire du double plagiat
En 1906, Fliess publie un réquisitoire contre Freud, intitulé Pour ma propre cause, dans lequel il reproche à celui-ci d'avoir servi d'intermédiaire pour un plagiat qui aurait été effectué par deux auteurs viennois, Hermann Swoboda (de) et Otto Weininger.
Après cette rupture, Freud détruit toutes les lettres de Fliess. Les lettres qu'il lui a envoyées sont vendues par la veuve de Fliess à un libraire berlinois en 1936 ; elles sont rachetées par Marie Bonaparte qui refuse de les confier à Freud, pour éviter leur destruction. Elles sont publiées partiellement en 1985, puis en intégralité en 2006.
Fliess continue son exercice de la médecine, soignant Karl Abraham et Alix Strachey ; il publie de nombreux articles et fait partie de la Société médicale de Berlin pour les sciences sexuelles et l'eugénisme[réf. à confirmer].
Fliess est à l'origine de plusieurs spéculations au sujet de la sexualité. Des spéculations plutôt mystiques et organicistes, parfois extravagantes, mais novatrices. Il remarque déjà le caractère polymorphe de la sexualité infantile que reprendra Sigmund Freud.
Il meurt d'un cancer de l'intestin et est enterré au cimetière de Dahlem.

## Ouvrages de Fliess

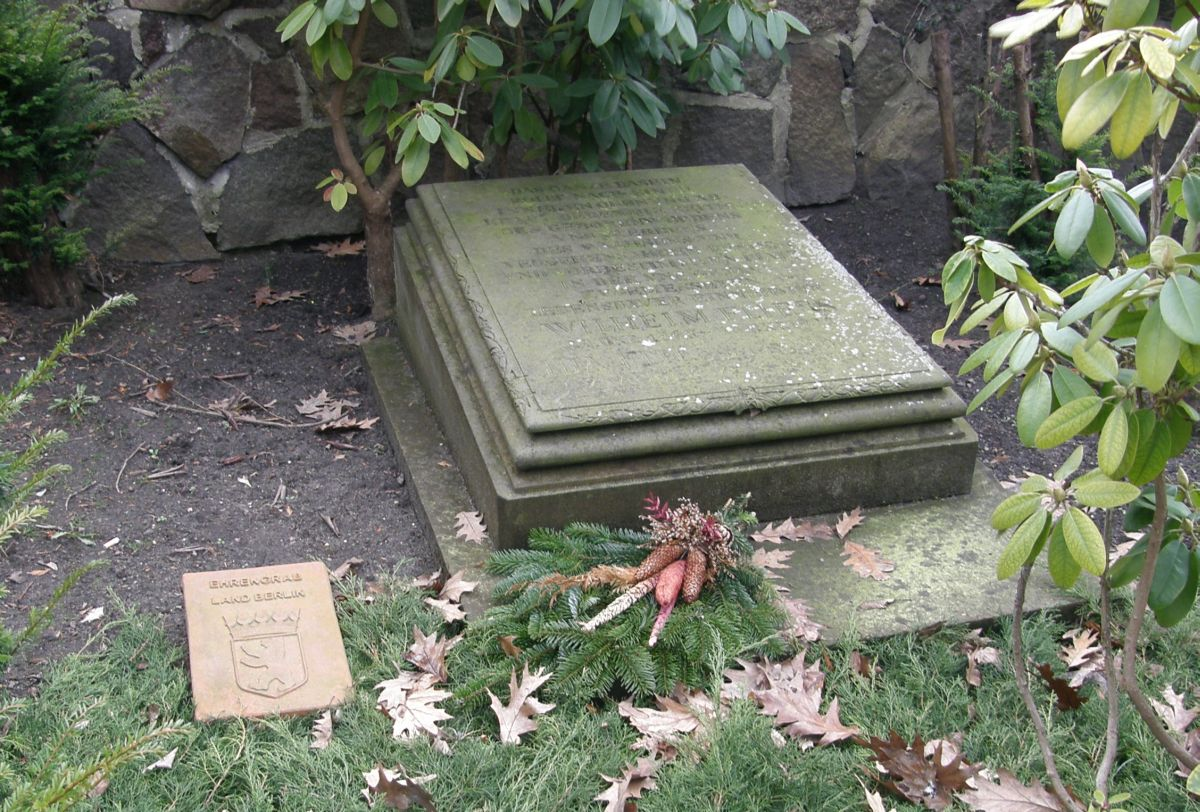
Tombe de Fliess au cimetière de Dahlem

- Les relations entre le nez et les organes génitaux féminins présentés selon leur signification biologique (« Die Beziehungen zwischen Nase und weiblichen Geschlechtsorganen (In ihrer biologischen Bedeutung dargestellt) »), 1897, Seuil, 1977.
- (de) Der Ablauf des Lebens. Grundlegung zur exakten Biologie, Leipzig et Vienne, Franz Deuticke, 1906.